# ユーバーレーベン
ユーバーレーベン（欧字名: Uberleben、2018年1月27日 - ）は、日本の競走馬。2021年の優駿牝馬の勝ち馬である。
馬名の意味は、ドイツ語で「生き残る」。

## 戦績

### 2歳（2020年）
6月14日、東京競馬場の芝1800mの新馬戦に単勝オッズ10.2倍の4番人気で戸崎圭太を背に出走。直線先に抜け出した2番人気グアドループをハナ差で差し切り勝利。2戦目で9月5日の札幌2歳ステークスで重賞初挑戦、5番人気で出走し、ソダシのクビ差2着と敗れた。次いで出走した10月31日のアルテミスステークスでは初の乗り替わりとなり、柴田大知が騎乗して9着。そして4戦目・阪神ジュベナイルフィリーズでは道中後方で脚を溜め、直線外から追い上げたが、先に追い比べを展開していたソダシとサトノレイナスには届かず3着。4戦1勝で2歳シーズンを終えた。
JPNサラブレッドランキングの2歳部門では、レーティング110で8位（うち牝馬ではソダシ、サトノレイナスに次ぐ3位）に入った。

### 3歳（2021年）
年明けは始動戦として桜花賞トライアルであるチューリップ賞を予定していたものの、2月21日に疝痛を発症したため回避。フラワーカップに目標を変更する。ミルコ・デムーロの騎乗停止により3戦連続で乗り替わりとなり、このレースでは丹内祐次が騎乗した。道中後方集団で待機し、直線では馬場の外目から伸びるもホウオウイクセルを差しきれず3着に敗れた。この敗戦により目標を優駿牝馬に切り替え、次走をオークストライアルのフローラステークスに決定。レースでは先に抜けていたクールキャットとスライリーの3着に敗れた。この敗戦により収得賞金を獲得できず、一時は優駿牝馬への出走が危ぶまれていたが、サトノレイナスの東京優駿への出走表明など、賞金上位馬が回避したため出走が可能になった。
そして5月23日、優駿牝馬に単勝8.9倍の3番人気で出走。道中後方から直線上がり一気の競馬でアカイトリノムスメらをかわし勝利した。ゴールドシップ産駒はGI初制覇、騎乗したデムーロは前年のNHKマイルカップ以来約1年ぶりのGI勝利・2019年ラヴズオンリーユー以来のオークス制覇、馬主のサラブレッドクラブ・ラフィアンは2013年NHKマイルカップ（マイネルホウオウ）以来のGI制覇かつ初めてのクラシック競走制覇となった。その後は屈腱周囲炎を発症、休養のためビッグレッドファーム鉾田に移動、経過観察を行い腫れが引くのを待ってからビッグレッドファーム明和へ移動した。

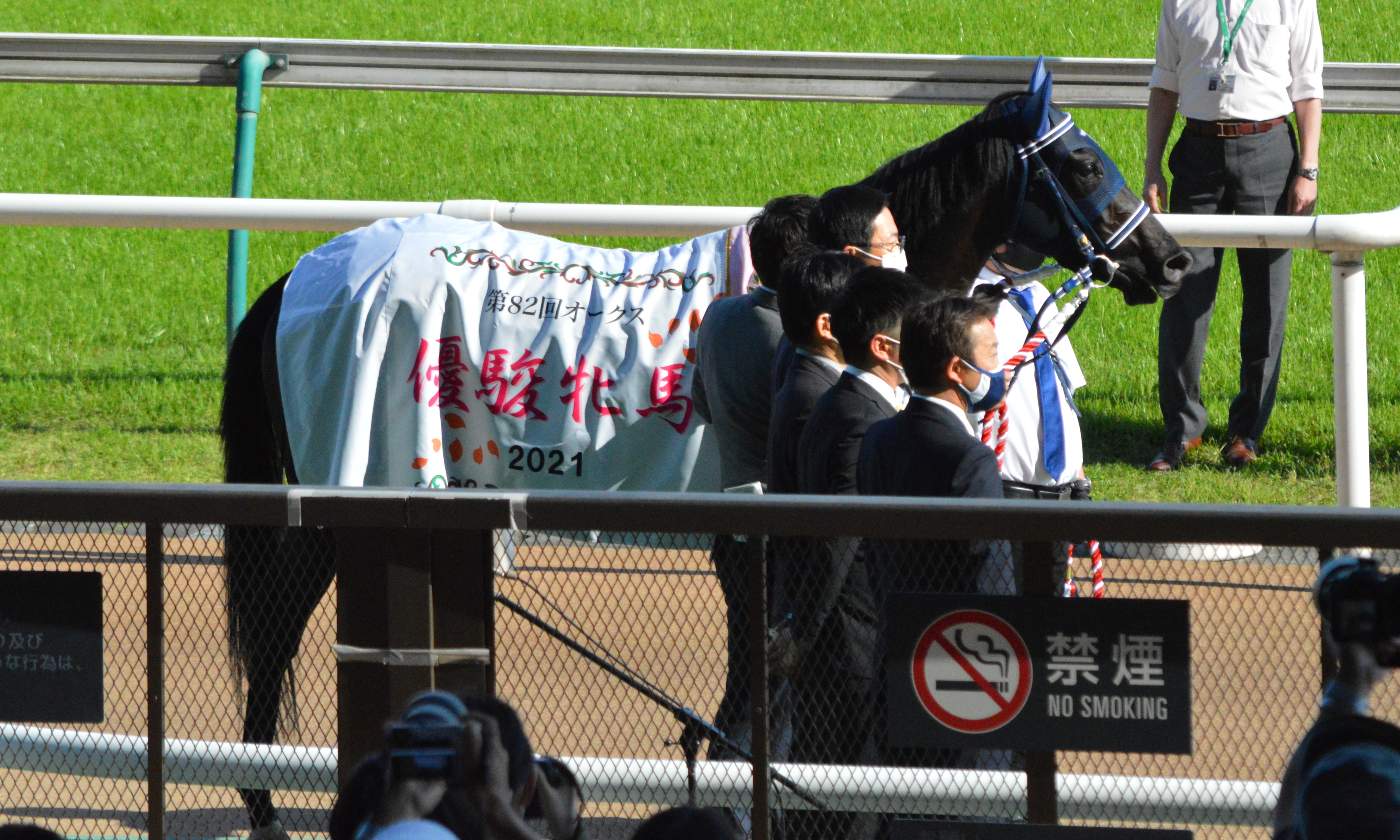
優駿牝馬口取り式

その後、次走として秋華賞への出走を正式に表明した。そして10月17日、予定通り秋華賞に優駿牝馬から直行で挑み、後方2番手から直線での末脚勝負にかけるも見せ場なくアカイトリノムスメの13着に惨敗し、2冠目奪取とはならなかった。11月28日古馬との初対決となる第41回ジャパンカップに出走。単勝オッズ25.5倍の5番人気に支持された。9番手で直線を迎えると、馬群の間を割って追い込むも先に抜け出した1番人気コントレイルや同世代のダービー馬シャフリヤールらには届かず6着に敗れた。
レース後、放牧に出され翌年の京都記念を目標にすると発表された。

### 4歳（2022年）
年明け初戦として、予定通り京都記念に出走。単勝オッズ3.1倍の1番人気に支持された。レースでは、3番手を追走するも、道中「プレッシャーをかけられ」(騎乗したデムーロのレース後コメントによる)、5着に敗れた。その後、追加選出されたドバイシーマクラシックに挑戦することが発表された。
3月26日、ドバイシーマクラシックに参戦。同レースには同期のダービー馬シャフリヤールや前年の香港ヴァーズ勝ち馬であるグローリーヴェイズなど、日本馬が5頭出走していた。オッズ16.9倍の7番人気ではあったものの、5着と健闘した。しかしその後は札幌記念11着、天皇賞（秋）では8着と掲示板にすら入れないレースが続き、ジャパンカップを10着で終えた後は放牧に出された。

### 5歳（2023年）
2023年1月22日、5歳初戦となったアメリカジョッキークラブカップでは3着と善戦。なお、牝馬がAJCCで馬券内に入るのは1996年のダンスパートナー以来、27年ぶりの快挙となる。
その後、金鯱賞に向けて調整されていたが、2月28日に左前屈腱部に触診で反応が見られたことから精密な検査が行われ、左前浅屈腱炎を発症している事が判明した。9ヶ月以上の休養を要する見込みから、3月2日、ラフィアンターフマンクラブより現役引退が発表された。現役引退後はビッグレッドファーム明和で繁殖牝馬となる予定である。引退について手塚調教師は「急なことで残念だけど、今ならまだ種付けのシーズンに間に合うので…。GI（オークス）を勝ってくれたし、古馬になってからは常に一線級の男馬と一緒に走って頑張ってくれました。いいお母さんになってほしいです。お疲れ様でした」と話している。同月3日付でJRAの競走馬登録を抹消した。

## 競走成績
以下の内容は、JBISサーチおよびnetkeiba.comに基づく。
| 競走日     | 競馬場   | 競走名       | 格   | 距離（馬場）  | 頭 数 | 枠 番 | 馬 番 | オッズ （人気） | 着順 | タイム （上り3F） | 着差      | 騎手        | 斤量 [kg] | 1着馬（2着馬）         | 馬体重 [kg] |
| ---------- | -------- | ------------ | ---- | ------------- | ----- | ----- | ----- | --------------- | ---- | ----------------- | --------- | ----------- | --------- | ---------------------- | ----------- |
| 2020.06.14 | 東京     | 2歳新馬      |      | 芝1800m（不） | 12    | 1     | 1     | 010.20（4人）   | 01着 | R1:52.6（35.3）   | -0.0      | 0戸崎圭太   | 54        | （グアドループ）       | 458         |
| 0000.09.05 | 札幌     | 札幌2歳S     | GIII | 芝1800m（良） | 14    | 5     | 8     | 010.60（5人）   | 02着 | R1:48.2（36.6）   | -0.0      | 0戸崎圭太   | 54        | ソダシ                 | 478         |
| 0000.10.31 | 東京     | アルテミスS  | GIII | 芝1600m（良） | 16    | 3     | 5     | 011.10（4人）   | 09着 | R1:35.7（33.7）   | -0.8      | 0柴田大知   | 54        | ソダシ                 | 484         |
| 0000.12.13 | 阪神     | 阪神JF       | GI   | 芝1600m（良） | 18    | 6     | 11    | 030.00（6人）   | 03着 | R1:33.2（33.6）   | -0.1      | 0M.デムーロ | 54        | ソダシ                 | 470         |
| 2021.03.20 | 中山     | フラワーC    | GIII | 芝1800m（良） | 16    | 7     | 13    | 003.60（1人）   | 03着 | R1:49.4（35.1）   | -0.2      | 0丹内祐次   | 54        | ホウオウイクセル       | 464         |
| 0000.04.25 | 東京     | フローラS    | GII  | 芝2000m（良） | 17    | 2     | 3     | 003.50（2人）   | 03着 | R1:59.6（33.2）   | -0.2      | 0M.デムーロ | 54        | クールキャット         | 454         |
| 0000.05.23 | 東京     | 優駿牝馬     | GI   | 芝2400m（良） | 18    | 5     | 9     | 008.90（3人）   | 01着 | R2.24.5（34.4）   | -0.0      | 0M.デムーロ | 55        | （アカイトリノムスメ） | 462         |
| 0000.10.17 | 阪神     | 秋華賞       | GI   | 芝2000m（良） | 16    | 6     | 11    | 010.60（5人）   | 13着 | R2:02.7（36.3）   | -1.5      | 0M.デムーロ | 55        | アカイトリノムスメ     | 464         |
| 0000.11.28 | 東京     | ジャパンC    | GI   | 芝2400m（良） | 18    | 7     | 14    | 025.50（5人）   | 06着 | R2:25:5（34.2）   | -0.8      | 0M.デムーロ | 53        | コントレイル           | 472         |
| 2022.02.13 | 阪神     | 京都記念     | GII  | 芝2200m（稍） | 13    | 5     | 6     | 003.10（1人）   | 05着 | R2:12.3（34.5）   | -0.4      | 0M.デムーロ | 54        | アフリカンゴールド     | 466         |
| 00000.3.26 | メイダン | ドバイSC     | G1   | 芝2410m（良） | 15    | 3     | 15    | 016.90（7人）   | 05着 |                   | （1馬身） | 0D.レーン   | 54.5      | Shahryar               | 計不        |
| 0000.08.21 | 札幌     | 札幌記念     | GII  | 芝2000m（良） | 16    | 7     | 14    | 018.70（6人）   | 11着 | R2:02.6（36.8）   | -1.4      | 0M.デムーロ | 55        | ジャックドール         | 498         |
| 0000.10.30 | 東京     | 天皇賞（秋） | GI   | 芝2000m（良） | 15    | 8     | 14    | 043.8（10人）   | 08着 | R1:58.3（33.3）   | -0.8      | 0M.デムーロ | 56        | イクイノックス         | 476         |
| 0000.11.27 | 東京     | ジャパンC    | GI   | 芝2400m（良） | 18    | 8     | 17    | 035.5（10人）   | 10着 | 02:24.7（34.8）   | -1.0      | 0M.デムーロ | 55        | ヴェラアズール         | 476         |
| 2023.01.22 | 中山     | AJCC         | GII  | 芝2200m（良） | 14    | 4     | 6     | 008.00（3人）   | 03着 | R2:13.7（34.9）   | -0.2      | 0M.デムーロ | 55        | ノースブリッジ         | 478         |

## 繁殖成績
|      | 誕生年 | 馬名                       | 毛色 | 父             | 性 | 厩舎 | 馬主 | 戦績 | 出典   |
| ---- | ------ | -------------------------- | ---- | -------------- | -- | ---- | ---- | ---- | ------ |
|      | 2024年 | （不受胎）                 |      | ベンバトル     |    |      |      |      |        |
| 初仔 | 2025年 | （ユーバーレーベンの2025） |      | イクイノックス | 牡 |      |      |      | [ 32 ] |

## 血統表
| ユーバーレーベンの血統      | ユーバーレーベンの血統                                    | ユーバーレーベンの血統          | （血統表の出典）                | （血統表の出典） |
| 父系                        | サンデーサイレンス系/ヘイロー系                           | サンデーサイレンス系/ヘイロー系 | サンデーサイレンス系/ヘイロー系 | [ § 2 ]          |
| 父 ゴールドシップ 芦毛 2009 | 父の父ステイゴールド 黒鹿毛 1994                          | *サンデーサイレンス             | Halo                            | Halo             |
| 父 ゴールドシップ 芦毛 2009 | 父の父ステイゴールド 黒鹿毛 1994                          | *サンデーサイレンス             | Wishing Well                    |                  |
| 父 ゴールドシップ 芦毛 2009 | 父の父ステイゴールド 黒鹿毛 1994                          | ゴールデンサッシュ              | *ディクタス                     | *ディクタス      |
| 父 ゴールドシップ 芦毛 2009 | 父の父ステイゴールド 黒鹿毛 1994                          | ゴールデンサッシュ              | ダイナサッシュ                  |                  |
| 父 ゴールドシップ 芦毛 2009 | 父の母ポイントフラッグ 芦毛 1998                          | メジロマックイーン              | メジロティターン                | メジロティターン |
| 父 ゴールドシップ 芦毛 2009 | 父の母ポイントフラッグ 芦毛 1998                          | メジロマックイーン              | メジロオーロラ                  |                  |
| 父 ゴールドシップ 芦毛 2009 | 父の母ポイントフラッグ 芦毛 1998                          | パストラリズム                  | *プルラリズム                   | *プルラリズム    |
| 父 ゴールドシップ 芦毛 2009 | 父の母ポイントフラッグ 芦毛 1998                          | パストラリズム                  | トクノエイティー                |                  |
| 母 マイネテレジア 青毛 2007 | 母の父*ロージズインメイ Roses in May アメリカ 青鹿毛 2000 | Devil His Due                   | Devil's Bag                     | Devil's Bag      |
| 母 マイネテレジア 青毛 2007 | 母の父*ロージズインメイ Roses in May アメリカ 青鹿毛 2000 | Devil His Due                   | Plenty O'Toole                  |                  |
| 母 マイネテレジア 青毛 2007 | 母の父*ロージズインメイ Roses in May アメリカ 青鹿毛 2000 | Tell a Secret                   | Speak John                      | Speak John       |
| 母 マイネテレジア 青毛 2007 | 母の父*ロージズインメイ Roses in May アメリカ 青鹿毛 2000 | Tell a Secret                   | Secret Retreat                  |                  |
| 母 マイネテレジア 青毛 2007 | 母の母マイネヌーヴェル 黒鹿毛 2000                        | *ブライアンズタイム             | Roberto                         | Roberto          |
| 母 マイネテレジア 青毛 2007 | 母の母マイネヌーヴェル 黒鹿毛 2000                        | *ブライアンズタイム             | Kelley's Day                    |                  |
| 母 マイネテレジア 青毛 2007 | 母の母マイネヌーヴェル 黒鹿毛 2000                        | *マイネプリテンダー             | Zabeel                          | Zabeel           |
| 母 マイネテレジア 青毛 2007 | 母の母マイネヌーヴェル 黒鹿毛 2000                        | *マイネプリテンダー             | Giladah                         |                  |
| 母系(F-No.)                 | (FN:6-b)                                                  | (FN:6-b)                        | (FN:6-b)                        | [ § 3 ]          |
| 5代内の近親交配             | Halo 4x5, Hail to Reason 5x5                              | Halo 4x5, Hail to Reason 5x5    | Halo 4x5, Hail to Reason 5x5    | [ § 4 ]          |
| 出典                        | 1. 2. 3. 4.                                               | 1. 2. 3. 4.                     | 1. 2. 3. 4.                     | 1. 2. 3. 4.      |

- 半兄に2021年の新潟記念を制したマイネルファンロン（父ステイゴールド）がいる[36]。
- 全弟に2025年の日経賞を制したマイネルエンペラーがいる。
- 叔父に2023年中山大障害・東京ハイジャンプ・2024年阪神スプリングジャンプ勝ち馬のマイネルグロンがいる。
- 祖母マイネヌーヴェルはフラワーカップの勝ち馬。また半弟に中山グランドジャンプ勝ち馬のマイネルネオス、全弟にシリウスステークス勝ち馬のマイネルアワグラス、京成杯・弥生賞勝ち馬のマイネルチャールズがいる。